# Jeldos Smetov
Jeldos Baqtybajuly Smetov (kazakiska: Елдос Бақтыбайұлы Сметов), född 9 september 1992 i Taraz, är en kazakisk judoutövare.
Han tog OS-silver i de olympiska judo-turneringarna vid olympiska sommarspelen 2016 i Rio de Janeiro i herrarnas extra lättvikt.. Vid sommarspelen 2020 i Tokyo tog han en bronsmedalj i samma viktklass.